# A Benefit for Maryville Academy
Pete Townshend Live: A Benefit for Maryville Academy es un álbum en directo del músico británico Pete Townshend, publicado por el sello Platinum Entertainment en septiembre de 1999. El álbum, que incluye interpretaciones en directo de canciones tanto de The Who como de su carrera en solitario, fue grabado en directo en el House of Blues de Chicago durante un concierto benéfico para la institución Maryville Academy. El álbum incluye un disco extra con dos canciones que contaron con la participación de Eddie Vedder, líder de Pearl Jam. 

## Lista de canciones
Todas las canciones escritas y compuestas por Pete Townshend, excepto donde se anota. 
| Disco uno |                                                            |                                        |          |  |
| N.º       | Título                                                     | Álbum                                  | Duración |  |
| 1.        | «On the Road Again» (Floyd Jones, Alan Wilson)             | Boogie with Canned Heat                | 5:30     |  |
| 2.        | «Anyway, Anyhow, Anywhere» (Roger Daltrey, Pete Townshend) | Sencillo                               | 7:45     |  |
| 3.        | «A Little is Enough»                                       | Empty Glass                            | 5:36     |  |
| 4.        | «Drowned»                                                  | Quadrophenia                           | 6:54     |  |
| 5.        | «You Better You Bet»                                       | Face Dances                            | 5:50     |  |
| 6.        | «Now and Then»                                             | Psychoderelict                         | 4:17     |  |
| 7.        | «North Country Girl» (Tradicional)                         | All the Best Cowboys Have Chinese Eyes | 3:46     |  |
| 8.        | «Let My Love Open the Door»                                | Empty Glass                            | 5:13     |  |
| 9.        | «Won't Get Fooled Again»                                   | Who's Next                             | 12:59    |  |
| 10.       | «Magic Bus»                                                | Sencillo                               | 13:33    |  |
| 11.       | «I'm One»                                                  | Quadrophenia                           | 3:10     |  |

| Disco dos |                      |           |          |  |
| N.º       | Título               | Álbum     | Duración |  |
| 1.        | «Magic Bus»          | Sencillo  | 6:01     |  |
| 2.        | «Heart to Hang Onto» | Rough Mix | 4:31     |  |

## Personal
- Pete Townshend: voz y guitarras acústica y eléctrica
- Jon Carin: teclados, batería y coros
- Peter Hope-Evans: órgano y arpa
- Chucho Merchan: contrabajo y percusión
- Tracey Langran: guitarra y coros
- Eddie Vedder: voz en "Magic Bus" y "Heart to Hang Onto"